# Placido Ralli
Placido Ralli (* 26. November 1804 in Rom; † 11. Dezember 1884) war ein Kurienbischof der römisch-katholischen Kirche und Lateinischer Patriarch von Antiochia.

## Leben
Ralli empfing am 22. Dezember 1827 das Sakrament der Priesterweihe. 
Er war von 1875 bis 1884 Sekretär der Ritenkongregation. Papst Leo XIII. ernannte ihn am 3. Juli 1882 zum Lateinischen Patriarchen von Antiochien. Die Bischofsweihe spendete ihm am 23. Juli 1882 Camillo Kardinal Di Pietro, Kardinalbischof von Ostia und Velletri; Mitkonsekratoren waren Erzbischof Vincenzo Leone Sallua OP und Alessandro Grossi, Weihbischof in Tivoli. 